# Olympische Sommerspiele 2000/Tischtennis – Doppel (Männer)
Das Männerdoppel im Tischtennis bei den Olympischen Spielen 2000 in Atlanta wurde vom 16. bis 23. September im State Sports Centre ausgetragen. Im Vergleich zum Doppel 1996 in Atlanta griffen die acht gesetzten Doppel erst in der Finalrunde ein. Des Weiteren wurde eine Qualifikationsrunde ausgespielt, in der sich acht Teams teilnahmen und in einem Spiel sich für die Gruppenphase qualifizieren konnten.

## Qualifikationsrunde
Die Sieger in den Spielen der Qualifikationsrunde qualifizierten sich für die Gruppenphase.
| Begegnung                      | Begegnung                 | Begegnung                      |
| ------------------------------ | ------------------------- | ------------------------------ |
| Hugo Hoyama / Carlos Kawai     | 2:0 (21:11, 21:16)        | David Kaci / Farid Oulami      |
| Brett Clarke / Jeff Plumb      | 2:0 (21:12, 22:20)        | Francisco Arado / Rubén Arado  |
| Jorge Gambra / Augusto Morales | 2:1 (21:8, 15:21, 21:14)  | Ismu Harinto / Anton Suseno    |
| Todd Sweeris / David Zhuang    | 2:1 (21:10, 17:21, 21:18) | Ashraf Helmy / El-Sayed Lashin |

## Gruppenphase

### Gruppe A
| Rang | Athleten                        | S | N | Sätze | Sätze | Punkte | Punkte |     | Frankreich | Kanada | Argentinien |
| ---- | ------------------------------- | - | - | ----- | ----- | ------ | ------ | --- | ---------- | ------ | ----------- |
| 1    | Damien Éloi / Christophe Legoût | 2 | 0 | 4     | 1     | 96     | 80     | —   | 2:1        | 2:0    |             |
| 2    | Johnny Huang / Kurt Liu         | 1 | 1 | 3     | 3     | 115    | 102    | 1:2 | —          | 2:1    |             |
| 3    | Liu Song / Pablo Tabachnik      | 0 | 2 | 1     | 4     | 73     | 102    | 0:2 | 1:2        | —      |             |

### Gruppe B
| Rang | Athleten                          | S | N | Sätze | Sätze | Punkte | Punkte |     | Niederlande | Nigeria | Indien |
| ---- | --------------------------------- | - | - | ----- | ----- | ------ | ------ | --- | ----------- | ------- | ------ |
| 1    | Danny Heister / Trinko Keen       | 2 | 0 | 4     | 1     | 96     | 86     | —   | 2:1         | 2:0     |        |
| 2    | Kazeem Nosiru / Segun Toriola     | 1 | 1 | 3     | 3     | 119    | 117    | 1:2 | —           | 2:1     |        |
| 3    | Chetan Baboor / Raman Subramanyan | 0 | 2 | 1     | 4     | 94     | 106    | 0:2 | 1:2         | —       |        |

### Gruppe C
| Rang | Athleten                           | S | N | Sätze | Sätze | Punkte | Punkte |     | Hongkong | Griechenland | Australien |
| ---- | ---------------------------------- | - | - | ----- | ----- | ------ | ------ | --- | -------- | ------------ | ---------- |
| 1    | Cheung Yuk / Leung Chu Yan         | 2 | 0 | 4     | 1     | 98     | 79     | —   | 2:1      | 2:0          |            |
| 2    | Kalinikos Kreanga / Daniel Tsiokas | 1 | 1 | 3     | 2     | 91     | 82     | 1:2 | —        | 2:0          |            |
| 3    | Simon Gerada / Mark Smythe         | 0 | 2 | 0     | 4     | 56     | 84     | 0:2 | 0:2      | —            |            |

### Gruppe D
| Rang | Athleten                            | S | N | Sätze | Sätze | Punkte | Punkte |     | Danemark | Japan | Vereinigte Staaten |
| ---- | ----------------------------------- | - | - | ----- | ----- | ------ | ------ | --- | -------- | ----- | ------------------ |
| 1    | Michael Maze / Finn Tugwell         | 2 | 0 | 4     | 0     | 84     | 42     | —   | 2:0      | 2:0   |                    |
| 2    | Kōji Matsushita / Hiroshi Shibutani | 1 | 1 | 2     | 2     | 65     | 63     | 0:2 | —        | 2:0   |                    |
| 3    | Cheng Yinghua / Khoa Dinh Nguyen    | 0 | 2 | 0     | 4     | 40     | 84     | 0:2 | 0:2      | —     |                    |

### Gruppe E
| Rang | Athleten                           | S | N | Sätze | Sätze | Punkte | Punkte |     | Japan | Belgien | Chile |
| ---- | ---------------------------------- | - | - | ----- | ----- | ------ | ------ | --- | ----- | ------- | ----- |
| 1    | Seiko Iseki / Toshio Tasaki        | 2 | 0 | 4     | 0     | 84     | 39     | —   | 2:0   | 2:0     |       |
| 2    | Jean-Michel Saive / Philippe Saive | 1 | 1 | 2     | 2     | 63     | 74     | 0:2 | —     | 2:0     |       |
| 3    | Jorge Gambra / Augusto Morales     | 0 | 2 | 0     | 4     | 50     | 84     | 0:2 | 0:2   | —       |       |

### Gruppe F
| Rang | Athleten                                                                               | S | N | Sätze | Sätze | Punkte | Punkte |     | Schweden | Belarus 1995 | Vereinigte Staaten |
| ---- | -------------------------------------------------------------------------------------- | - | - | ----- | ----- | ------ | ------ | --- | -------- | ------------ | ------------------ |
| 1    | Fredrik Håkansson / Peter Karlsson                                                     | 2 | 0 | 4     | 1     | 102    | 81     | —   | 2:0      | 2:1          |                    |
| 2    | Uladsimir Samsonau / Jauhenij Schtschazinin (engl. Vladimir Samsonov/Evgueni Shetinin) | 1 | 1 | 2     | 2     | 83     | 78     | 0:2 | —        | 2:0          |                    |
| 3    | Todd Sweeris / David Zhuang                                                            | 0 | 2 | 1     | 4     | 72     | 98     | 1:2 | 0:2      | —            |                    |

### Gruppe G
| Rang | Athleten                              | S | N | Sätze | Sätze | Punkte | Punkte |     | Polen | Brasilien | Tschechien |
| ---- | ------------------------------------- | - | - | ----- | ----- | ------ | ------ | --- | ----- | --------- | ---------- |
| 1    | Lucjan Błaszczyk / Tomasz Krzeszewski | 2 | 0 | 4     | 0     | 84     | 57     | —   | 2:0   | 2:0       |            |
| 2    | Hugo Hoyama / Carlos Kawai            | 1 | 1 | 2     | 2     | 70     | 76     | 0:2 | —     | 2:0       |            |
| 3    | Petr Korbel / Josef Plachý            | 0 | 2 | 0     | 4     | 63     | 84     | 0:2 | 0:2   | —         |            |

### Gruppe H
| Rang | Athleten                          | S | N | Sätze | Sätze | Punkte | Punkte |     | Jugoslawien Bundesrepublik 1992 | Deutschland | Australien |
| ---- | --------------------------------- | - | - | ----- | ----- | ------ | ------ | --- | ------------------------------- | ----------- | ---------- |
| 1    | Slobodan Grujić / Ilija Lupulesku | 2 | 0 | 4     | 0     | 84     | 51     | —   | 2:0                             | 2:0         |            |
| 2    | Timo Boll / Jörg Roßkopf          | 1 | 1 | 2     | 0     | 78     | 62     | 0:2 | —                               | 2:0         |            |
| 3    | Brett Clarke / Jeff Plumb         | 0 | 2 | 0     | 4     | 35     | 84     | 0:2 | 0:2                             | —           |            |

## Finalrunde
| Erste Runde | Erste Runde                           | Erste Runde | Erste Runde | Erste Runde | Erste Runde | Erste Runde |  |  | Viertelfinale | Viertelfinale              | Viertelfinale | Viertelfinale | Viertelfinale | Viertelfinale | Viertelfinale |   |                       | Halbfinale           | Halbfinale | Halbfinale | Halbfinale | Halbfinale | Halbfinale      | Halbfinale      |                 |                 | Finale          | Finale          | Finale          | Finale | Finale | Finale | Finale |
|             |                                       |             |             |             |             |             |  |  |               |                            |               |               |               |               |               |   |                       |                      |            |            |            |            |                 |                 |                 |                 |                 |                 |                 |        |        |        |        |
| 1           | Kong Linghui / Liu Guoliang           | 21          | 12          | 19          | 21          | 21          |  |  |               |                            |               |               |               |               |               |   |                       |                      |            |            |            |            |                 |                 |                 |                 |                 |                 |                 |        |        |        |        |
|             | Lucjan Błaszczyk / Tomasz Krzeszewski | 16          | 21          | 21          | 18          | 18          |  |  | 1             | Kong L. / Liu G.           | 21            | 21            | 10            | 21            |               |   |                       |                      |            |            |            |            |                 |                 |                 |                 |                 |                 |                 |        |        |        |        |
|             | Slobodan Grujić / Ilija Lupulesku     | 18          | 18          | 13          |             |             |  |  | 7             | Kim T.-s. / Oh S.-e.       | 18            | 9             | 21            | 10            |               |   |                       |                      |            |            |            |            |                 |                 |                 |                 |                 |                 |                 |        |        |        |        |
| 7           | Kim Taek-soo / Oh Sang-eun            | 21          | 21          | 21          |             |             |  |  |               |                            |               |               |               |               |               | 1 | Kong L. / Liu G.      | 21                   | 22         | 21         | 21         |            |                 |                 |                 |                 |                 |                 |                 |        |        |        |        |
| 5           | Karl Jindrak / Werner Schlager        | 22          | 21          | 21          |             |             |  |  | 4             | P. Chila / J. Gatien       | 12            | 24            | 10            | 10            |               |   |                       |                      |            |            |            |            |                 |                 |                 |                 |                 |                 |                 |        |        |        |        |
|             | Danny Heister / Trinko Keen           | 20          | 14          | 17          |             |             |  |  | 5             | K. Jindrak / W. Schlager   | 21            | 21            | 19            | 17            | 20            |   |                       |                      |            |            |            |            |                 |                 |                 |                 |                 |                 |                 |        |        |        |        |
|             | Fredrik Håkansson / Peter Karlsson    | 17          | 21          | 11          | 18          |             |  |  | 4             | P. Chila / J. Gatien       | 15            | 19            | 21            | 21            | 22            |   |                       |                      |            |            |            |            |                 |                 |                 |                 |                 |                 |                 |        |        |        |        |
| 4           | Patrick Chila / Jean-Philippe Gatien  | 21          | 10          | 21          | 21          |             |  |  |               |                            |               |               |               |               |               | 1 | Kong L. / Liu G.      | 20                   | 21         | 19         | 18         |            |                 |                 |                 |                 |                 |                 |                 |        |        |        |        |
| 3           | Chang Yen-Shu / Chiang Peng-Lung      | 21          | 21          | 22          |             |             |  |  | 2             | Wang L. / Yan S.           | 22            | 17            | 21            | 21            |               |   |                       |                      |            |            |            |            |                 |                 |                 |                 |                 |                 |                 |        |        |        |        |
|             | Michael Maze / Finn Tugwell           | 19          | 15          | 20          |             |             |  |  | 3             | Chang Y.-s. / Chiang P.-l. | 21            | 15            | 21            | 21            | 18            |   |                       |                      |            |            |            |            |                 |                 |                 |                 |                 |                 |                 |        |        |        |        |
|             | Cheung Yuk / Leung Chu Yan            | 16          | 21          | 21          | 9           | 15          |  |  | 8             | Lee C.-s. / Ryu S.-m.      | 13            | 21            | 10            | 23            | 21            |   |                       |                      |            |            |            |            |                 |                 |                 |                 |                 |                 |                 |        |        |        |        |
| 8           | Lee Chul-seung / Ryu Seung-min        | 21          | 16          | 19          | 21          | 21          |  |  |               |                            |               |               |               |               |               | 8 | Lee C.-s. / Ryu S.-m. | 12                   | 19         | 21         | 18         |            |                 |                 |                 |                 |                 |                 |                 |        |        |        |        |
| 6           | Jörgen Persson / Jan-Ove Waldner      | 18          | 21          | 18          |             |             |  |  | 2             | Wang L. / Yan S.           | 21            | 21            | 17            | 21            |               |   |                       |                      |            |            |            |            |                 |                 |                 |                 |                 |                 |                 |        |        |        |        |
|             | Damien Éloi / Christophe Legoût       | 21          | 23          | 21          |             |             |  |  |               | D. Éloi / C. Legoût        | 6             | 13            | 19            |               |               |   |                       |                      |            |            |            |            | Spiel um Bronze | Spiel um Bronze | Spiel um Bronze | Spiel um Bronze | Spiel um Bronze | Spiel um Bronze | Spiel um Bronze |        |        |        |        |
|             | Seiko Iseki / Toshio Tasaki           | 18          | 16          | 6           |             |             |  |  | 2             | Wang L. / Yan S.           | 21            | 21            | 21            |               |               |   | 4                     | P. Chila / J. Gatien | 22         | 21         | 22         | 21         |                 |                 |                 |                 |                 |                 |                 |        |        |        |        |
| 2           | Wang Liqin / Yan Sen                  | 21          | 21          | 21          |             |             |  |  |               |                            |               |               |               |               |               | 8 | Lee C.-s. / Ryu S.-m. | 20                   | 23         | 20         | 10         |            |                 |                 |                 |                 |                 |                 |                 |        |        |        |        |